# 維京唱片
維京唱片（英語：Virgin Records）是一間英國的唱片公司，1972年由企業家理查德·布蘭森、西蒙·德雷珀、尼克·鮑威爾與音樂家湯姆·紐曼创建。伴隨著公司旗下白金唱片歌手的成功，例如寶拉·阿巴杜、珍娜·傑克森、羅伊·奧比森、退化樂團、創世紀樂團、基思·理查茲、人類聯盟合唱團、文化俱樂部、頭腦簡單樂團、藍尼·克羅維茲、DC Talk、非凡人物樂團、麥克·歐菲爾德、辣妹合唱團，該公司逐步發展成一間全球現象級唱片公司。該公司於1992年6月被EMI收購。
該公司隨環球音樂集團於2012年收購EMI後，被該集團持有，環球音樂集團併入維京唱片的英國營運部——維京唱片有限公司，並於2013年3月創辦維京百代唱片，之後亦併入水星唱片的英國營運部。
現今，因維京唱片美國有限公司（維京唱片有限公司旗下單位）自2007年起僅營運於國會音樂集團之下，該單位依然處於活躍狀態並總部位於加利福尼亞州好萊塢。現今僅有少數藝人留於美國維京唱片，其中絕大部分是歐洲藝人，例如巴士底樂團、Circa Waves、肯妮·貝兒、埃拉·艾爾、Grizfolk、Walking on Cars、Seinabo Sey、Prides。美國藝人包括Knox Hamilton、L'Tric、Rise Against。

## 外部連結
- 官方网站
- 維京A&R團隊聯繫列表
- 維京音樂官方部落格
- 維京音樂官方新聞頻道 （页面存档备份，存于）（國際頻道 （页面存档备份，存于）、加拿大頻道 （页面存档备份，存于））